# Pølsehorn (køkkenredskab)
 Denne artikel omhandler et køkkenredskab. Opslagsordet har også en anden betydning, se pølsehorn.
Et pølsehorn er et køkkenredskab til fremstilling af pølser. Det er en hul genstand, hvorpå de rensede tarme smøges op og holdes udspilet, mens pølsefarsen presses gennem. Oprindeligt var det et stykke kohorn (deraf navnet), men nu en metal- eller plastictud til en kødhakkemaskine, der fører farsen frem med konstant hastighed. Når pølsen har fået den ønskede længde, drejes den en omgang; når farsen er brugt, klippes tarmen over og der slås knude.